# Szrednyij Sztog-kultúra
A Szrednyij Sztog-kultúra a Don–Donyec–Dnyeper vidékének sztyeppei és ligetes sztyeppei környezetében az i. e. 4900–3500 között létezett rézkori állattartó, földműves kultúra volt, amelynek egyik fő lelőhelyén Gyerejivkán nagyon sok lócsontot tártek fel, amelyek esetében kérdéses, hogy háziasított vagy vadlovakról van-e szó. A kultúra az egyik közvetlen előzménye az indoiráni népekhez kapcsolható kurgán-kultúrának   Egész létezése idején a Dnyepertől nyugatra a Cucuteni–Tripolje-kultúra virágzott. A Dnyeper a jégkorszak elmúlásától az újkorig végig fontos kulturális határ maradt. 

## Lelőhelyek

### Szrednyij Sztog
A ma Horticjához tartozó lelőhelyről tíz radiokarbon kormeghatározás az i. e. 4200–3700 közötti időszakra helyezi. 

### Gyerejivka
Gyerejivka régészeti lelőhelye a Dnyeper középső folyásánál található. Leletei a radiokarbon kormeghatározás szerint i. e. 3450–3280 közé esnek. Nagy mennyiségben kerültek itt elő lócsontok, amelyekről évtizedekig azt hitték, hogy ezek a ló első háziasítása helyének bizonyítékai. Ez a feltételezés azonban idővel tévesnek bizonyult, a csontok valamennyien vadlovaktól származtak. 